# Vòi voi
Vòi voi còn gọi là cẩu vĩ trùng, đại vĩ đạo, tên khoa học là Heliotropium indicum, thuộc họ Vòi voi (Boraginaceae). Tên cây đặt theo hình dạng dò hoa mọc ngồng lên như vòi con voi. Cây mọc hoang khắp miền nhiệt đới Á châu, dân gian thường dùng toàn cây, hái về phơi khô hoặc dùng tươi.

## Mô tả

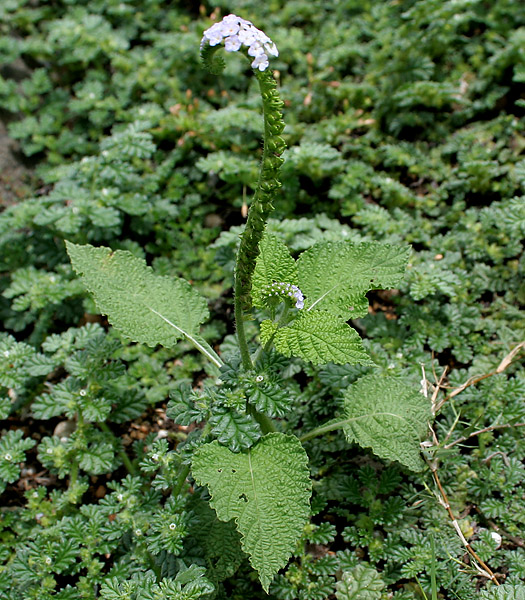
Cây vòi voi ở vùng hồ Pocharam, Andhra Pradesh, Ấn Độ.

Vòi voi là loại cây thảo mộc mọc hoang, sống lâu năm, cao khoảng 25-40 cm. Thân cây khỏe, cứng, có nhiều lông nhám; lá hình bầu dục dài, nhăn nheo, mép lá có răng cưa. Hoa màu tím hoặc trắng, không có cuống, mọc xếp liền nhau thành 2 hàng dài.

## Dược tính và độc tính
Theo sách Những cây thuốc và vị thuốc Việt Nam của cố Giáo sư Đỗ Tất Lợi, thì vòi voi có hai tác dụng chủ yếu là chống viêm, giảm đau. Tuy nhiên, hiện nay người ta đã phát hiện một số loài vòi voi như H.lariocarpum Fish et Mey chứa ancaloid có nhân pyrolizidinn rất độc đối với gan và gây hủy hoại tổ chức gan, đau bụng tiêu chảy, xuất huyết lan tỏa và có thể gây ung thư. Tính độc này thường không thể hiện ngay khi dùng, mà thường xuất hiện một cách âm ỉ, kéo dài, khó phát hiện. Vì vậy, Tổ chức Y tế thế giới khuyến cáo không nên dùng vòi voi làm thuốc....

## Hình ảnh

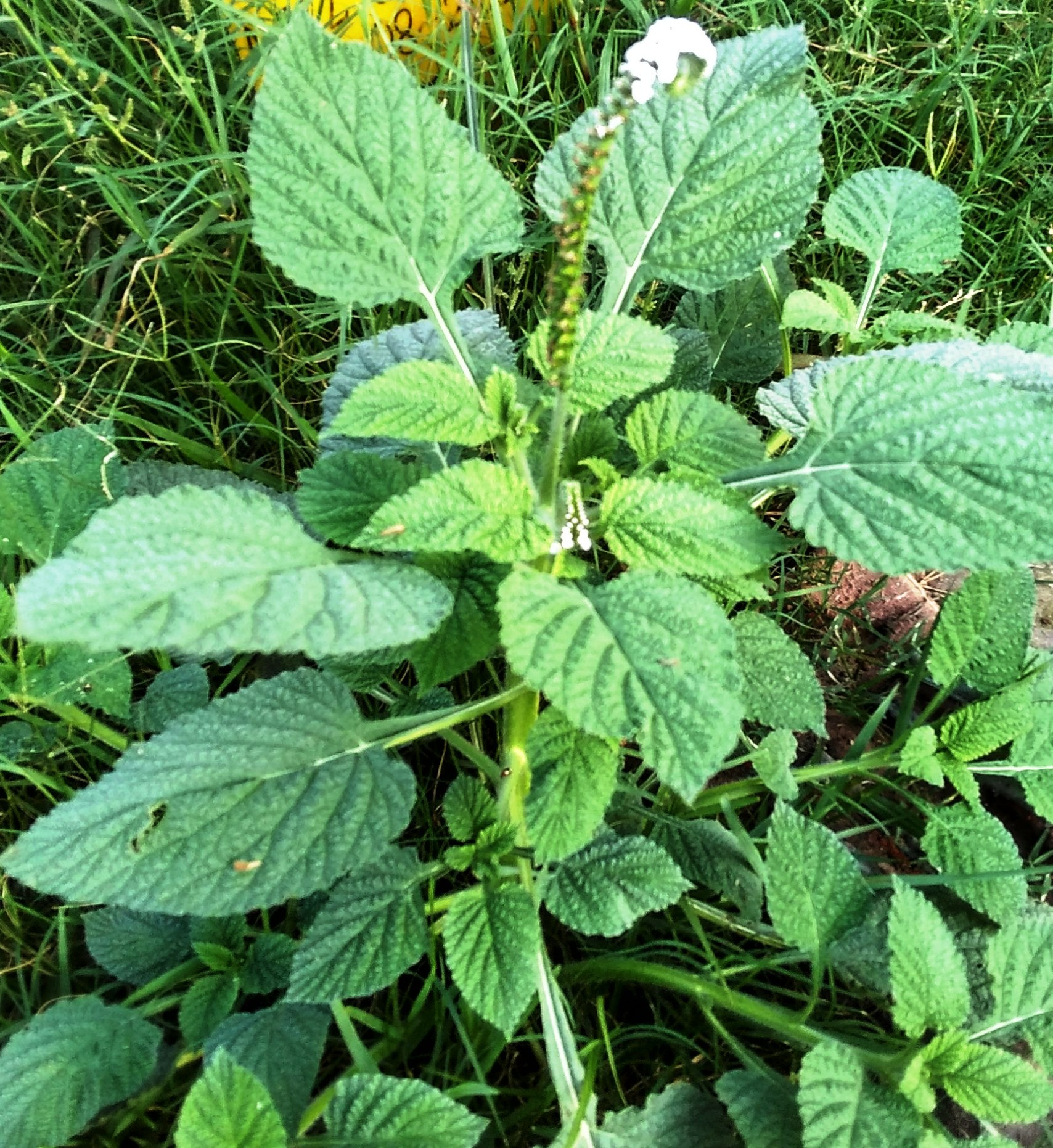
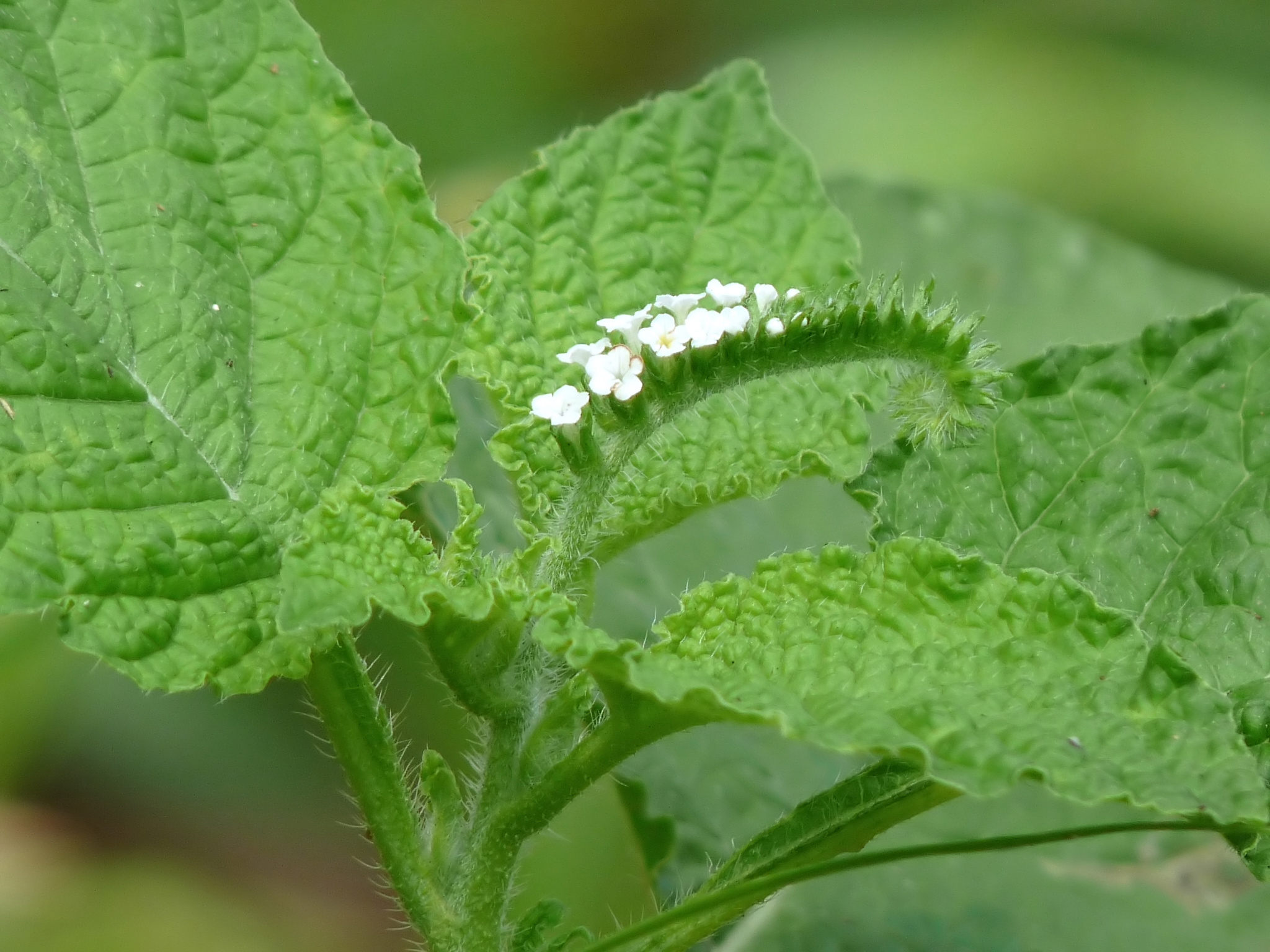
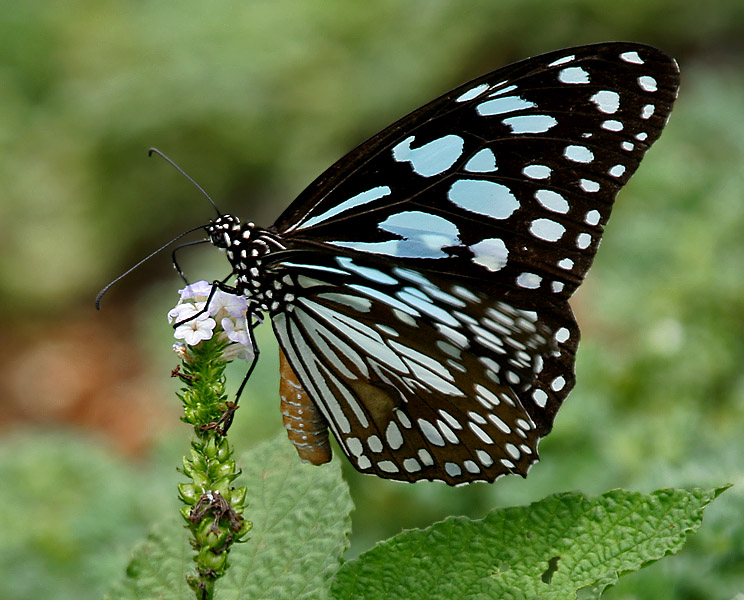
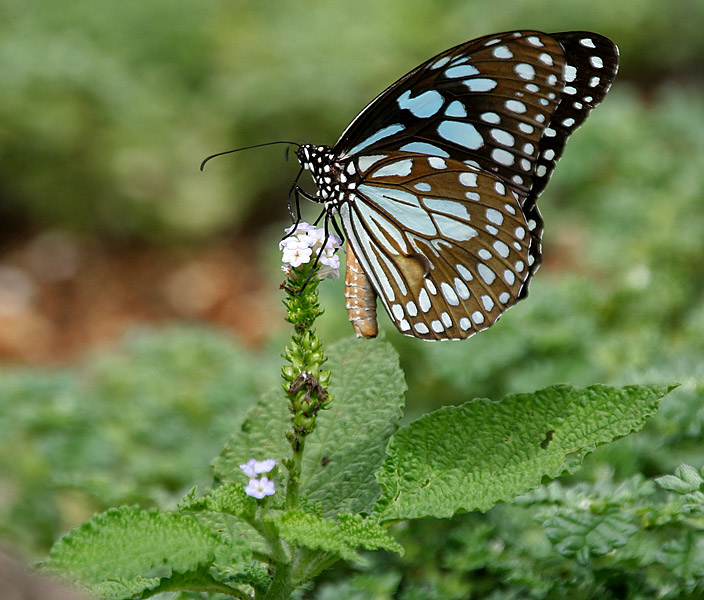
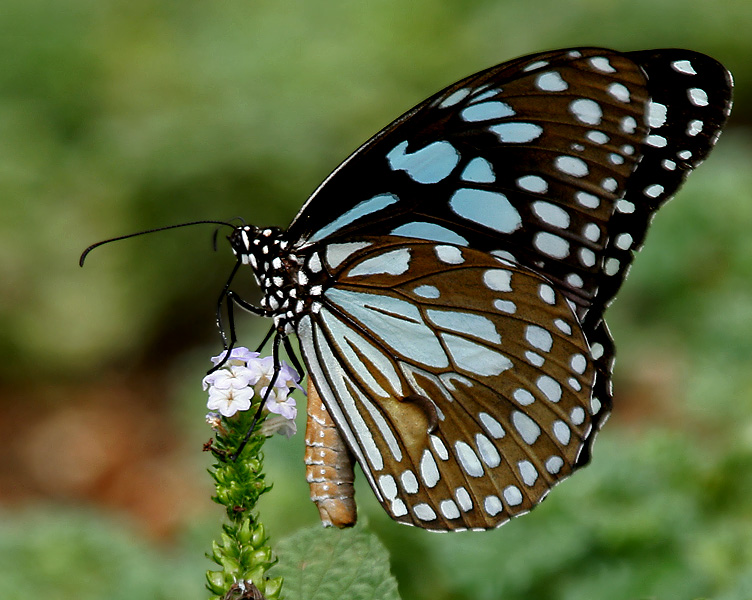
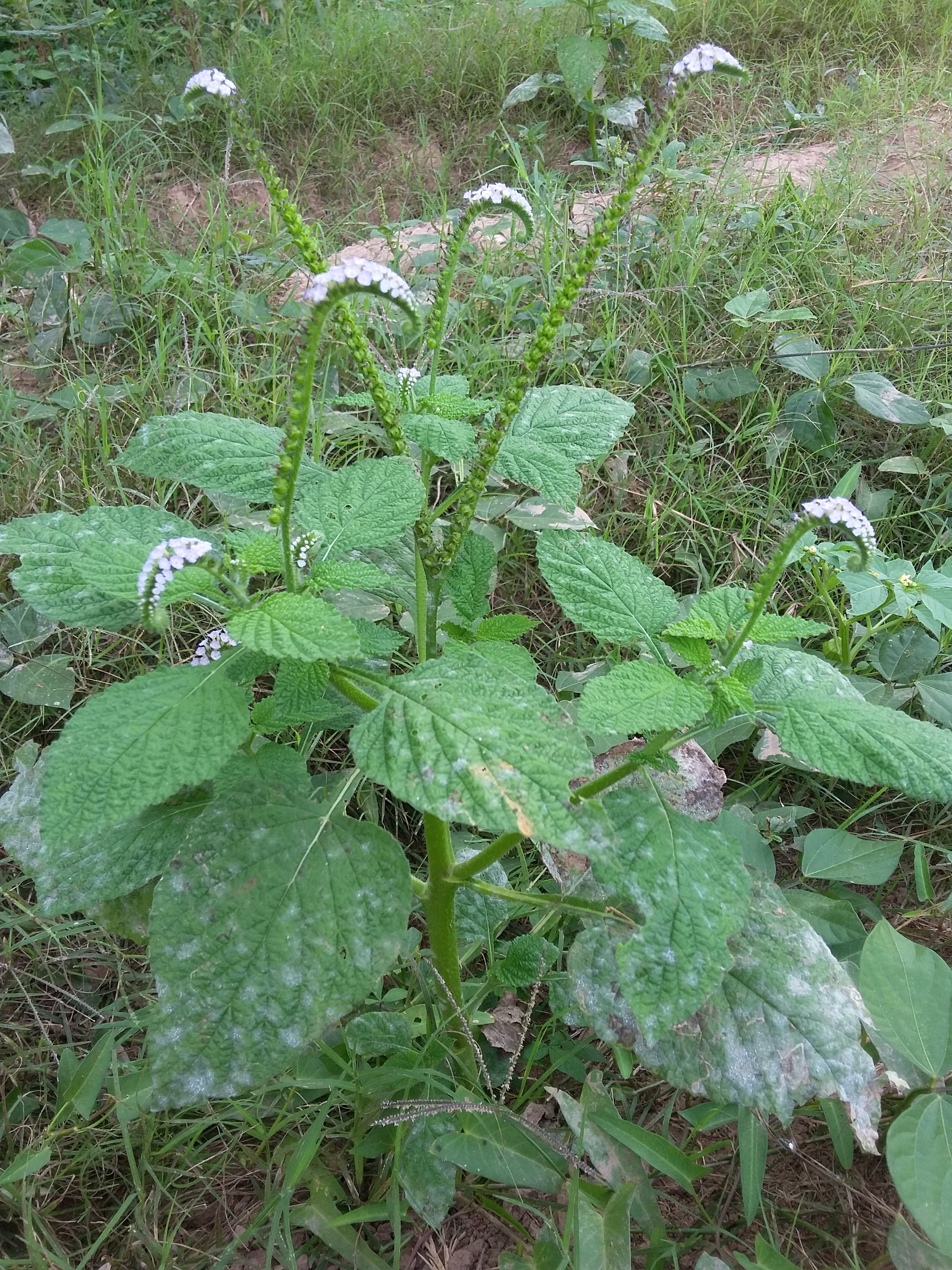
Cây Vòi Voi
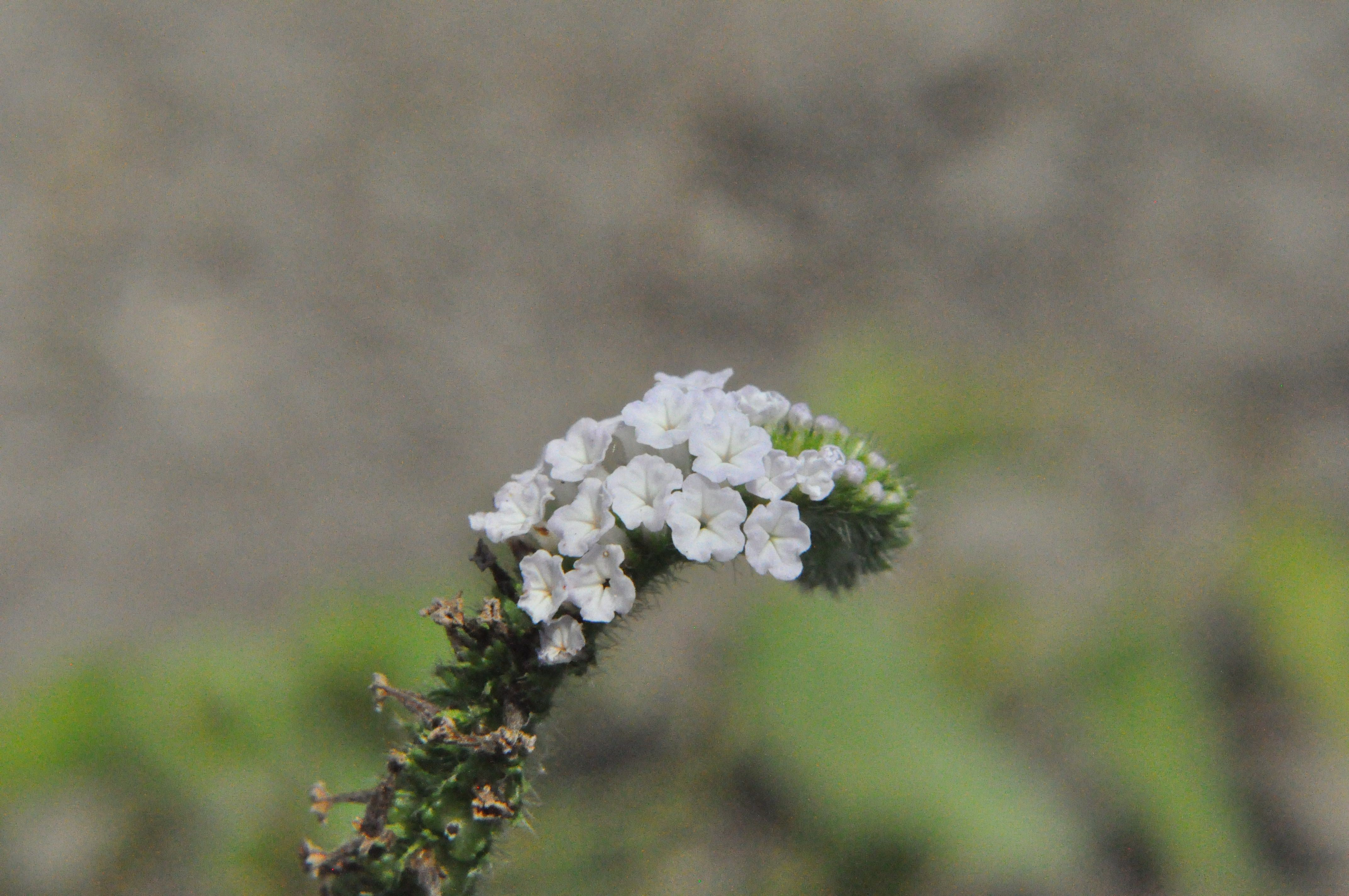